# Sekiguchi Ryū
El Sekiguchi Ryu Iaijutsu es un estilo de kobudō desarrollado en el Japón feudal hace 400 años.

## Historia
Fue fundado originalmente como un estilo de jujutsu (técnicas de combate desarmadas) por Sekiguchi Yarokuemon Ujishin. Su hijo mayor, Sekiguchi Ujinari, fue su sucesor y adicionó las técnicas de espada que constituyeron el Iaijutsu del estilo. 
Durante el periodo Tokugawa el Sekiguchi Ryu se difundió por todo Japón.
Posteriormente el estilo se dividió, siendo que el Sekiguchi Ryu Jujutsu mantiene las técnicas de manos vacías (pero, aún practicando una pequeña parte de las técnicas de espada) y el Sekiguchi Ryu Iaijutsu (o battojutsu), que enseña el currículo completo de las técnicas armadas de la escuela.
El Sekiguchi Ryu Iaijutsu llegó al siglo XX a través del 14º Soke (gran-maestro) Aoki Kikuo (también Soke del estilo Niten Ichi Ryu).
Actualmente el estilo se encuentra representado por discípulos de Aoki Soke como el Shihan Gosho Motoharu y Yonehara Kameo (15° Soke).
El estilo se encuentra razonablemente bien difundido en Japón y en el occidente.

## Características y técnicas
El Sekiguchi Ryu Iaijutsu es uno de los estilos más dinámicos de Iaijutsu. Las técnicas son vibrantes, con saltos, fuerte kiai (gritos) y pegadas de pie.
Contiene técnicas con katana (espada larga), kodachi (espada corta) y también tantō (puñal).